# Blagoja Milevski
Blagoja Milevski-Kiceec (Skopie, RS de Macedonia, 25 de marzo de 1971) es un exjugador y entrenador de fútbol macedonio. Actualmente dirige a la selección de Macedonia del Norte.

## Trayectoria

### Como jugador
Milevski debutó como futbolista en 1990, jugando en el Estrella Roja, donde pasó una temporada. Entre 1991 y 1993 jugó en Grecia para el Iraklis y el Trikala, después de lo cual jugó dos temporadas en Eslovenia para el Maribor. Posteriormente, se marchó a Macedonia del Norte, donde defendió los colores del Pobeda, Cementarnica y del Makedonija GP.
Más tarde, retornó al país helénico para jugar en el Paniliakos y en Israel para el Ashdod. Terminó su carrera como jugador en su tierra natal con el equipo Vardar, para el que jugó durante la temporada 2010-11.

### Como entrenador
Tras finalizar su carrera como jugador en 2011, Milevski permaneció en el Vardar como asistente técnico. En 2012, asumió al frente del primer equipo y, producto de sus buenos resultados, ganó el premio otorgado por la Federación de Fútbol de Macedonia como mejor entrenador en 2013.
El 18 de septiembre de 2014, fue anunciado como entrenador de la selección sub-21 de Macedonia del Norte. En mayo de 2018, dejó su cargo para asumir al frente del Ashdod. Sin embargo, seis meses más tarde, fue relevado de sus funciones después de un mal comienzo en la temporada.
En abril de 2019, inició una nueva etapa al frente de la selección sub-21 de Macedonia del Norte. Dos años más tarde, en agosto de 2021, quedó a cargo del seleccionado absoluto en reemplazo de Igor Angelovski. Durante su etapa, el equipo macedonio hizo historia al disputar por primera vez el repechaje para clasificar a la Copa Mundial de la FIFA 2022. En primera instancia, vencieron a Italia en condición de visitante, aunque finalmente cayeron ante Portugal en la última etapa de clasificación.

## Clubes

### Como jugador
| Club          | País                | Año       |
| ------------- | ------------------- | --------- |
| Estrella Roja | Yugoslavia          | 1990-1991 |
| Iraklis       | Grecia              | 1991-1992 |
| Trikala       | Grecia              | 1992-1993 |
| Maribor       | Eslovenia           | 1993-1995 |
| Pobeda        | Macedonia del Norte | 1995-1997 |
| Paniliakos    | Grecia              | 1997-1998 |
| Makedonija GP | Macedonia del Norte | 1998-2000 |
| Pobeda        | Macedonia del Norte | 2000-2001 |
| Ashdod        | Israel              | 2001-2004 |
| Cementarnica  | Macedonia del Norte | 2004-2007 |
| Makedonija GP | Macedonia del Norte | 2007-2009 |
| FK Vardar     | Macedonia del Norte | 2010      |

### Como entrenador
| Club                                    | País                | Año           |
| --------------------------------------- | ------------------- | ------------- |
| FK Vardar                               | Macedonia del Norte | 2012-2014     |
| Selección sub-21 de Macedonia del Norte | Macedonia del Norte | 2014-2018     |
| Ashdod                                  | Israel              | 2018          |
| Selección sub-21 de Macedonia del Norte | Macedonia del Norte | 2019-2021     |
| Selección de Macedonia del Norte        | Macedonia del Norte | 2021-presente |

## Palmarés

### Como jugador

#### Campeonatos nacionales
| Título                                  | Club          | País                | Año     |
| --------------------------------------- | ------------- | ------------------- | ------- |
| Copa de Eslovenia                       | NK Maribor    | Eslovenia           | 1993-94 |
| Primera División de Macedonia del Norte | Makedonija GP | Macedonia del Norte | 2008-09 |

### Como entrenador

#### Campeonatos nacionales
| Título                                  | Club      | País                | Año     |
| --------------------------------------- | --------- | ------------------- | ------- |
| Primera División de Macedonia del Norte | FK Vardar | Macedonia del Norte | 2012-13 |
| Supercopa de Macedonia del Norte        | FK Vardar | Macedonia del Norte | 2013    |